# Аподасиїні
Аподасі́ні (лат. Apodasyini Lacordaire, 1872 = Crinotarsides Lacordaire, 1872, = Ectatosiides Lacordaire, 1872, = Epicastides Lacordaire, 1872, = Essisini Aurivillius, 1917, = Nedinides Lacordaire, 1872, = Psenocerini LeConte, 1873, = Ancitini)  — велика триба жуків у підродині ляміїни (родина вусачі), яка налічує близько 130 родів, розповсюджених на всіх континентах, окрім Антарктиди. 

## Найбільші роди
- Anaesthetis Mulsant, 1839
- Deroplia Dejean, 1835
- Miccolamia Bates, 1884
- Mimectatina Aurivillius, 1927
- Sophronica Blanchard, 1845
- Stenidea Mulsant, 1842